# Christian Heinrich Wießner
Christian Heinrich Wießner (* 1703; † 1767) war ein leitender kursächsischer Beamter. Er war Amtmann des kursächsischen Amtes Annaburg.

## Leben und Wirken
Im Jahre 1765 ist er als Amtmann in der Amtsstadt Annaburg im Kurkreis nachweisbar. Sein gleichnamiger Sohn Christian Heinrich Wießner (* 23. Juli 1739; † 18. November 1788 in Annaburg) wurde sein Amtsnachfolger.